# Edward Charles Stuart Baker

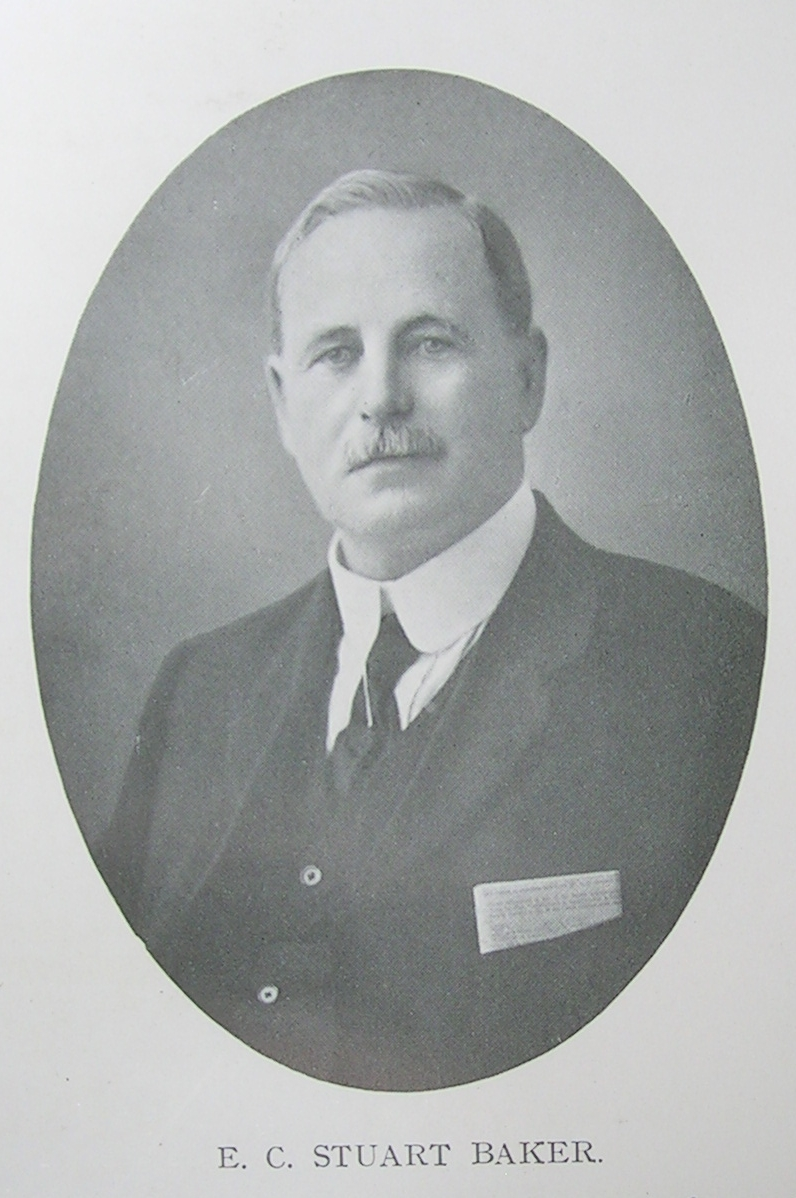
Edward Charles Stuart Baker im Jahr 1933

Edward Charles Stuart Baker (* 4. Oktober 1864 in Bardhaman; † 16. April 1944 in Upper Norwood) war ein indisch-britischer Ornithologe, Oologe, Naturforscher und Polizist in Indien.

## Leben und Wirken
Sein Vater Edward Biscay Baker, ein stellvertretender Generalinspektor der Polizei in Bengalen heiratete am 17. November 1858 Margarette Susanna Ussher. Der Vater publizierte 1887 das Buch Sport in Bengal: and how, when, and where to seek it. Edward Charles Stuart Baker wurde am 23. Mai 1865 in Bardhaman getauft. 1886 heiratete er Ethel Mary Roffey, mit der er vier Töchter hatte. Ihre Tochter Iris Ada Stuart Baker (1899–1997) war eine bekannte Schauspielerin.
Ausgebildet wurde Baker am Trinity College in Stratford-upon-Avon. 1883 eiferte er seinem Vater nach und trat der indischen Polizei bei. Hier verbrachte er zunächst die ersten drei Jahre in Bengalen, doch wurde er 1886 nach Guwahati versetzt. Von dort ging es weiter nach Assam. 1888 traf er in Kalkutta den Ornithologen Ernst Hartert mit dem zu einer Sammelreise durch Ostindien aufbrach. Hartert schrieb in seinem Buch Aus die Wanderjahren eines Naturforschers über Baker:

„Ein besondrer Zufall wollte es, dass hier noch ein anderer Ornithologe wohnte, mein späterer Freund E. C. Stuart Baker, der nunmehr rühmlichst bekannte Erforscher und Oologe der Berge von Cachar. Noch heute bedauere ich, dass ich seiner Aufforderung, ihn in Cachar zu besuchen, nicht Folge leistete.“

Und weiter schrieb Hartert über einem Jagdunfall, bei dem Baker seinen linken Arm durch einen Leoparden verlor.

„Vielleicht weniger häufig als der Tiger ist der Leopard. Auch in Assam fast niemals Menschenfresser, aber angeschossen oder sonst in die Enge getrieben ist er äusserst gefährlich, wie mein Freund Stuart Baker durch den Verlust seines linken Armes erfahren musste.“

Im Jahr 1891 erschien sein erster Artikel über die Gattung der Blattvögel (Chloropsis). Seine Serie The Indian ducks and their allies in The Journal of the Bombay Natural History Society nahm Walter Samuel Millard (1864–1952) zum Anlass, diese zusammengefasst in einem Buch zu publizieren. Durch den kommerziellen Erfolg ermutigt, bat man ihn von Seiten der Gesellschaft eine Serie über indisches Federwild zu schreiben. Baker kam dem Bitten nach und publizierte zunächst Artikel über Schnepfenvögel, Trappen und Flughühner gefolgt von klassischem Federwild wie Schwäne, Gänse und Enten und schließlich von Rallen und Wattvögeln.
Zusätzlich zu seinem generellen Interesse an den Eiern indischer Vogelarten studierte Baker insbesondere die Eier und das Habitat indischer Kuckucke und deren Wirte. Seine riesige Sammlung von ca. 6000 Kuckuckseiern hatte er teils selbst, teils durch einheimische Sammler und teils durch zahlreiche Korrespondenten aus Britisch-Indien zusammengetragen. Außerdem erwarb er 25 Sammlungen von Sammlern, die ebenfalls indische Vogeleier als Sammelgebiet hatten. Mit den Gelegen erwarb er auch zahlreiche Aufzeichnungen der Verkäufer zu diesen. Er schrieb einige Artikel über dieses Thema, doch dauerte es bis zu seiner Pension, bis er in der Lage war seine Sammlung in ganzer Ausführlichkeit zu studieren. 1942 erschien schließlich sein Buch Cuckoo problems, in dem er seine sorgfältigen Beobachtungen schilderte und seine Sammlung beschrieb.
Neben der Eiersammlung trug Baker eine beachtliche Vogelbalgsammlung zusammen. Einige der Bälge vermachte er der Bombay Natural History Society, andere übergab er Lionel Walter Rothschild, doch verkaufte er die Mehrzahl seiner Sammelobjekte dem königlichen Museum von Sofia. Seine Kuckuckseiersammlung kauften die Verwalter des Natural History Museum (NHM). Diese Sammlung kam erst nach seinem Tod in das Museum. Zuvor hatte er dort schon seine 49360 Eier umfassende Sammlung von 1960 verschiedenen Arten präsentiert.
Baker hatte das Glück, seinen Dienst in fernen und unerforschten Gebieten von Assam zu verbringen. So war er von 1887 bis 1899 in verschiedenen Teilen des Distrikts Cachar stationiert. Im Jahr 1900 wurde er nach Dibrugarh versetzt und ging zwei Jahre später nach Shillong, wo er stellvertretender Generalinspektor der Polizei des Criminal Investigation Department wurde. Diese Position hatte er bis 1908 inne, bevor er zum Generalinspektor der Polizei von Ostbengalen befördert wurde. So wurde er 1909 von Shillong nach Dhaka versetzt. Später im Jahr bekam er spezielle Aufgaben zugewiesen und kehrte 1911 nach der seinem Ausscheiden in Assam nach England zurück. Hier war er für die Londoner Polizei verantwortlich für den Hafen. Diese Einheit reorganisierte Baker und ging schließlich 1925 in den Ruhestand.
Als er in London lebte, verbrachte er viel Freizeit im Dienste der Ornithologie. 1913 wurde er deshalb zum Sekretär und Schatzmeister der British Ornithologists’ Union (B.O.U.) gewählt. In dieser Funktion war er bis 1923 tätig.
Im Jahr 1913 überarbeiteten er und Oberst Herbert Hastings Harington die Avifauna Indiens. Während sich Harington den Timalien annahm, publizierte Baker über Silberfasane und Drongos. Als 1920 die Leitung des NHM einen Redakteur für eine überarbeitete Ausgabe der Vogelbände von The fauna of British India, including Ceylon and Burma von William Thomas Blanford und Eugene William Oates suchte, fiel es Baker zu, diese Aufgabe zu überarbeiten. Aus den vier ursprünglichen Bänden wurden schließlich sechs. Die zwei neuen Bände beinhalteten Synonyme. Bevor er aber mit Werk begann, publizierte er als Vorbereitung mehrere Artikel, die später auch als Buch A hand-list of genera and species of birds of the Indian empire erschienen.
Nach seiner Pensionierung wurde er 1925 Kandidat für das den Gemeinderat von London Borough of Croydon und wurde mit großer Mehrheit gewählt. Von 1938 bis 1939 wurde er sogar zum Bürgermeister gewählt und saß nach dieser Zeit bis 1942 weiter im Gemeinderat. Da er sich sehr für Jugendarbeit einsetzte und ein Unterstützer der Amateurboxer war, nahm er zusätzlich das Amt des Präsidenten des lokalen Amateurboxclubs an.
Als Jäger publizierte er auch Artikel über seine Jagderlebnisse, die in den Fachzeitschriften The Journal of the Bombay Natural History Society, The Field und The Assian erschienen. Neben dem bereits erwähnten verlorenen Arm durch einen Geparden nahe Silchar wurde er zweimal von einem Gaur durch die Luft geschleudert sowie von einem Nashorn überrannt.

## Mitgliedschaften, Erfolge und Ehrungen
Im Jahr 1898 wurde er Mitglied der Bombay Natural History Society. 1918 wurde er zum korrespondierenden Fellow und 1920 zum Ehrenfellow der American Ornithologists’ Union gewählt. 1892 wurde er zum Mitglied der B.O.U. Außerdem war er Fellow der Linnean Society of London.
Baker galt als ausgezeichneter Tennisspieler und gewann 1937 ein Turnier für behinderte Spieler in Dulwich. In Assam gewann er einige Rennen mit Ponys. 1932 wurde er als Companion of the Indian Empire ausgezeichnet. Nach dem Zweiten Weltkrieg folgte dann die Auszeichnung zum Companion of the British Empire.

## Erstbeschreibungen von Edward Charles Stuart Baker
Baker hat einige Arten und Unterarten, die neu für die Wissenschaft waren, beschrieben.

## Arten
Zu den Arten gehört u. a.:
- Laosbuschtimalie (Stachyris herberti (Baker, ECS, 1920))

## Unterarten
Zu den Unterarten gehören chronologisch u. a.:
- Felserddrossel (Zoothera mollissima whiteheadi (Baker, ECS, 1913))
- Blutfasan (Ithaginis cruentus tibetanus Baker, ECS, 1914)
- Blythtragopan (Tragopan blythii molesworthi Baker, ECS, 1914)
- Rostkehlhäherling (Trochalopteron chrysopterum woodi (Baker, ECS, 1914))
- Rotwangensäbler (Erythrogenys erythrogenys haringtoni Baker, ECS, 1914)
- Alpenbraunelle (Prunella collaris whymperi (Baker, ECS, 1915))
- Horsfieldlerche (Mirafra javanica williamsoni Baker, ECS, 1915)
- Orangenachtigall (Larvivora brunnea wickhami (Baker, ECS, 1916))
- Weißkehl-Fächerschwanz (Rhipidura albicollis stanleyi Baker, ECS, 1916)
- China-Rotschnabelbülbül (Hypsipetes leucocephalus nigrescens Baker, ECS, 1917)
- Gelbwangenbülbül (Pycnonotus flavescens vividus (Baker, ECS, 1917))
- Grauaugenbülbül (Iole propinqua cinnamomeoventris Baker, ECS, 1917)
- Grauhaubenmeise (Lophophanes dichrous wellsi Baker, ECS, 1917)
- Himalajasäbler (Pomatorhinus schisticeps klossi Baker, ECS, 1917)
- Laubmeise (Sylviparus modestus simlaensis Baker, ECS, 1917)
- Rotstirntimalie (Cyanoderma rufifrons obscurum (Baker, ECS, 1917))
- Bergblauschnäpper (Cyornis banyumas coerulifrons Baker, ECS, 1918)
- Flaggendrongo (Dicrurus paradiseus nicobariensis (Baker, ECS, 1918))
- Graudrongo (Dicrurus leucophaeus hopwoodi Baker, ECS, 1918)
- Königsdrongo (Dicrurus macrocercus harterti Baker, ECS, 1918)
- Lätzchenhäherling (Garrulax monileger fuscatus Baker, ECS, 1918)
- Maskenraupenfänger (Coracina macei siamensis (Baker, ECS, 1918))
- Riesenpitta (Pitta caerulea hosei Baker, ECS, 1918)
- Schlichtprinie (Prinia inornata herberti Baker, ECS, 1918)
- Spateldrongo (Dicrurus remifer peracensis (Baker, ECS, 1918))
- Bubukuckuck (Rhinortha chlorophaea fuscigularis Baker, ECS, 1919)
- Menintingeisvogel (Alcedo meninting coltarti Baker, ECS, 1919)
- Menintingeisvogel (Alcedo meninting scintillans Baker, ECS, 1919)
- Rotspornhuhn (Galloperdix spadicea stewarti Baker, ECS, 1919)
- Sonneratkuckuck (Cacomantis sonneratii waiti (Baker, ECS, 1919))
- Bindenlaufhühnchen (Turnix suscitator leggei Baker, ECS, 1920)
- Drongokuckuck (Surniculus lugubris minimus Baker, ECS, 1920)
- Drongokuckuck (Surniculus lugubris stewarti Baker, ECS, 1920)
- Kropfbandalcippe (Schoeniparus rufogularis major (Baker, ECS, 1920))
- Rotkopf-Schwanzmeise (Aegithalos concinnus iredalei (Baker, ECS, 1920))
- Zwergmennigvogel (Pericrocotus cinnamomeus pallidus Baker, ECS, 1920)
- Zwergmennigvogel (Pericrocotus cinnamomeus vividus Baker, ECS, 1920)
- Feuerschwanz-Nektarvogel (Aethopyga ignicauda flavescens Baker, ECS, 1921)
- Hügelbuschwachtel (Arborophila torqueola millardi (Baker, ECS, 1921))
- Orangebauch-Mistelfresser (Dicaeum trigonostigma rubropygium Baker, ECS, 1921)
- Weißkehlhäherling (Garrulax albogularis whistleri Baker, ECS, 1921)
- Fleckenscherenschwanz (Enicurus maculatus robinsoni Baker, ECS, 1922)
- Kurzflügel-Rotschwanz (Luscinia phaenicuroides ichangensis Baker, ECS, 1922)
- Mohrenschwarzkehlchen (Saxicola caprata burmanicus Baker, ECS, 1922)
- Schwarzflügeliora (Aegithina tiphia humei Baker, ECS, 1922)
- Stentorrohrsänger (Acrocephalus stentoreus amyae Baker, ECS, 1922)
- Strauchrohrsänger (Acrocephalus concinens stevensi Baker, ECS, 1922)
- Tickelltimalie (Heterophasia melanoleuca radcliffei (Baker, ECS, 1922))
- Wanderbaumelster (Dendrocitta vagabunda kinneari Baker, ECS, 1922)
- Wanderbaumelster (Dendrocitta vagabunda sclateri Baker, ECS, 1922)
- Rußschnäpper (Muscicapa sibirica gulmergi (Baker, ECS, 1923))
- Rußschnäpper (Muscicapa sibirica rothschildi (Baker, ECS, 1923))
- Zimtkehlschnäpper (Ficedula strophiata fuscogularis (Baker, ECS, 1923))
- Bergprinie (Prinia crinigera assamica (Baker, ECS, 1924))
- Himalajablauschwanz (Tarsiger rufilatus pallidior (Baker, ECS, 1924))
- Goldkopf-Zistensänger (Cisticola exilis equicaudatus Baker, ECS, 1924)
- Langschwanz-Mennigvogel (Pericrocotus ethologus ripponi Baker, ECS, 1924)
- Schamadrossel (Kittacincla malabarica indica (Baker, ECS, 1924))
- Schieferkopf-Laubsänger (Abroscopus schisticeps flavimentalis (Baker, ECS, 1924))
- Feldsperling (Passer montanus tibetanus Baker, ECS, 1925)
- Gouldnektarvogel (Aethopyga gouldiae isolata Baker, ECS, 1925)
- Lauchpapageiamadine (Erythrura prasina coelica Baker, ECS, 1925)
- Manyarweber (Ploceus manyar peguensis Baker, ECS, 1925)
- Spitzschwanz-Bronzemännchen (Lonchura striata subsquamicollis (Baker, ECS, 1925))
- Falkenkauz (Ninox scutulata isolata Baker, ECS, 1926)
- Grauspecht (Picus canus sanguiniceps Baker, ECS, 1926)
- Heulbartvogel (Psilopogon virens magnificus Baker, ECS, 1926)
- Himalajaspecht (Dendrocopos himalayensis albescens (Baker, ECS, 1926))
- Kuckuckszwergkauz (Glaucidium cuculoides rufescens Baker, ECS, 1926)
- Steinkauz (Athene noctua ludlowi Baker, ECS, 1926)
- Langschwanz-Zwergfalke (Polihierax insignis cinereiceps Baker, ECS, 1927)
- Menintingeisvogel (Alcedo meninting phillipsi Baker, ECS, 1927)
- Turmfalke (Falco tinnunculus objurgatus (Baker, ECS, 1927))
- Zimtsumpfhuhn (Zapornia fusca zeylonica (Baker, ECS, 1927))
- Bindenlaufhühnchen (Turnix suscitator interrumpens Robinson & Baker, ECS, 1928)
- Graukappen-Glanztaube (Chalcophaps indica robinsoni Baker, ECS, 1928)
- Manipurbaumläufer (Certhia manipurensis shanensis Baker, ECS, 1930)
- Savannennachtschwalbe (Caprimulgus affinis amoyensis Baker, ECS, 1931)
- Einfarbschwalbe (Ptyonoprogne concolor sintaungensis (Baker, ECS, 1933))
- Storchschnabelliest (Pelargopsis capensis osmastoni (Baker, ECS, 1934))

## Dedikationsnamen
Ernst Hartert (1859–1933) nannte 1900 die Rotkopf-Papageimeise (Psittiparus bakeri) zu Ehren seines Freundes, den er 1888 in Kalkutta traf. Lionel Walter Rothschild (1868–1937) ehrte ihn 1926 in der Rotkopfyuhina (Yuhina bakeri).
Außerdem wurde er in der Kuckuck-Unterart (Cuculus canorus bakeri Hartert, E, 1912), in der Sikkim-Karminflügelhäherling (Liocichla phoenicea bakeri (Hartert, E, 1908)), in der Zimtsumpfhuhn-Unterart (Zapornia fusca bakeri Hartert, E, 1917), in der Alpensegler (Tachymarptis melba bakeri (Hartert, E, 1928)), in der Streifenbrusttimalie-Unterart (Napothera epilepidota bakeri (Harington, 1913)), in der Rothalssäbler (Pomatorhinus ruficollis bakeri Harington, 1914) in der Indochina-Pfaufasan-Unterart (Polyplectron bicalcaratum bakeri Lowe, 1925) und in der Schwarzohr-Bartvogel-Unterart (Psilopogon duvaucelii stuarti (Robinson & Kloss, 1919)) bedacht.
Den Namen Garrulax moniliger bakeri de Schauensee, 1935 korrigierte Rodolphe Meyer de Schauensee 1955 nach einem Hinweis von Herbert Girton Deignan in der Lätzchenhäherling-Unterart (Garrulax monileger stuarti Meyer de Schauensee, 1955), so dass beide Namen Baker zugeschrieben werden müssen.
Walter Norman Koelz (1895–1989) ehrte ihn 1939 in Saxicoloides fulicata stuartbakeri, ein Name der heute als Synonym für die Strauchschmätzer-Unterart (Saxicoloides fulicatus erythrurus (Lesson, RP, 1832)), Jean Théodore Delacour 1943 in Lonchura ferruginosa bakeri, ein neuer Name für Munia malacca orientalis Baker, ECS, 1925 und ein Synonym für die Schwarzbauchnonne (Lonchura malacca (Linnaeus, 1766)), John David Digues La Touche 1922 in Pericrocotus speciosus bakeri, ein Synonym für die Scharlachmennigvogel-Unterart (Pericrocotus speciosus fraterculus  (Swinhoe, 1870)), Gregory Macalister Mathews 1912 in Thalasseus bergii bakeri, ein Synonym für die Eilseeschwalbe-Unterart (Thalasseus bergii velox (Cretzschmar, 1827)) und Hachisuka Masauji 1926 in Turdinus macrodactylus bakeri, ein Synonym für die Graubauchtimalie (Turdinus macrodactylus (Strickland, 1844)), geführt wird.

## Publikationen (Auswahl)
- The Genus Chloropsis. In: The Journal of the Bombay Natural History Society. Band 6, Nr. 1, 1891, S. 59–63 (biodiversitylibrary.org).
- The Bulbuls of North Cachar I. In: The Journal of the Bombay Natural History Society. Band 7, Nr. 1, 1892, S. 1–12 (biodiversitylibrary.org).
- The Bulbuls of North Cachar II. In: The Journal of the Bombay Natural History Society. Band 7, Nr. 2, 1892, S. 125–131 (biodiversitylibrary.org).
- List of Birds' eggs of North Cachar. In: The Journal of the Bombay Natural History Society. Band 7, Nr. 2, 1892, S. 251 (biodiversitylibrary.org).
- The Bulbuls of North Cachar III. In: The Journal of the Bombay Natural History Society. Band 7, Nr. 3, 1892, S. 263–268 (biodiversitylibrary.org).
- Notes on a new Species of Wren found in North Cachar, Assam. In: The Journal of the Bombay Natural History Society. Band 7, Nr. 3, 1892, S. 319–322 (biodiversitylibrary.org).
- The Bulbuls of North Cachar IV. In: The Journal of the Bombay Natural History Society. Band 7, Nr. 4, 1892, S. 413–424 (biodiversitylibrary.org).
- Mr. E. C. Stuart Baker described the following new birds from north-east frontier of India. In: Bulletin of the British Ornithologists' Club. Band 35, Nr. 200, 1914, S. 17–19 (biodiversitylibrary.org).
- Mr. E.C. Stuart Baker described the following new subspecies of Oriental birds. In: Bulletin of the British Ornithologists' Club. Band 45, Nr. 293, 1925, S. 58–59 (biodiversitylibrary.org).
- The Bulbuls of North Cachar V. In: The Journal of the Bombay Natural History Society. Band 8, Nr. 1, 1893, S. 1–16 (biodiversitylibrary.org).
- The Birds of North Cachar. In: The Journal of the Bombay Natural History Society. Band 8, Nr. 2, 1893, S. 162–211 (biodiversitylibrary.org).
- The Indian ducks and their allies I. In: The Journal of the Bombay Natural History Society. Band 11, Nr. 1, 1896, S. 1–21 (biodiversitylibrary.org).
- The Indian ducks and their allies II. In: The Journal of the Bombay Natural History Society. Band 11, Nr. 2, 1896, S. 171–198 (biodiversitylibrary.org).
- The Indian ducks and their allies III. In: The Journal of the Bombay Natural History Society. Band 11, Nr. 3, 1896, S. 347–367 (biodiversitylibrary.org).
- The Indian ducks and their allies IV. In: The Journal of the Bombay Natural History Society. Band 11, Nr. 4, 1896, S. 555–584 (biodiversitylibrary.org).
- The Indian ducks and their allies V. In: The Journal of the Bombay Natural History Society. Band 12, Nr. 1, 1897, S. 1–31 (biodiversitylibrary.org).
- The Indian ducks and their allies VI. In: The Journal of the Bombay Natural History Society. Band 12, Nr. 2, 1897, S. 235–261 (biodiversitylibrary.org).
- The Indian ducks and their allies VII. In: The Journal of the Bombay Natural History Society. Band 12, Nr. 3, 1897, S. 437–464 (biodiversitylibrary.org).
- The Indian ducks and their allies VIII. In: The Journal of the Bombay Natural History Society. Band 12, Nr. 4, 1897, S. 593–620 (biodiversitylibrary.org).
- The Indian ducks and their allies IX. In: The Journal of the Bombay Natural History Society. Band 13, Nr. 1, 1898, S. 1–24 (biodiversitylibrary.org).
- The Indian ducks and their allies X. In: The Journal of the Bombay Natural History Society. Band 13, Nr. 2, 1898, S. 199–222 (biodiversitylibrary.org).
- The Indian ducks and their allies. Bombay Natural History Society, Bombay 1908 (biodiversitylibrary.org).
- Indian pigeons and doves. Witherby & Co., London 1913 (biodiversitylibrary.org).
- Mr. E. C. Stuart Baker exhibited some new subspecies of Oriental birds and made the following remarks. In: Bulletin of the British Ornithologists' Club. Band 39, Nr. 237, 1918, S. 18–21 (biodiversitylibrary.org).
- Some notes on the Dicruridae. In: Novitates zoologicae: a journal of zoology in connection with the Tring Museum. Band 25, Nr. 1, 1918, S. 291–304 (biodiversitylibrary.org).
- The Game-birds of India, Burma, and Ceylon: Ducks and their allies (Swans, Geese and Ducks). Band 1. Bombay Natural History Society, Bombay 1921 (biodiversitylibrary.org).
- Fauna of British India, including Ceylon and Burma. Publisghed under the Authority of the Secretary of State for India in Council. Edited by Sir Arthur E. Shipley, O.B. E., A.A.; Sc.D. Cantab., Hon. D. Sc. Princeton, Hon. LL. D. Michigan, F.R.S. 2. Auflage. 1 (Birds). Taylor and Francis, London 1922 (biodiversitylibrary.org).
- A hand-list of genera and species of birds of the Indian empire. Bombay Natural History Society, Bombay 1923 (biodiversitylibrary.org).
- The Game-birds of India, Burma, and Ceylon: Ducks and their allies (Snipe, Bustards and Sand-grouse). Band 2. Bombay Natural History Society, Bombay 1923 (biodiversitylibrary.org).
- Exhibition of Eggs of Oriental Turidae. In: Bulletin of the British Oological Association. Band 1, 1923, S. 2.
- Exhibition of Eggs of Oriental Paridae. In: Bulletin of the British Oological Association. Band 1, 1923, S. 18.
- On the Eggs of the smaller Waders,. In: Bulletin of the British Oological Association. Band 1, 1923, S. 55.
- The Nidification of Birds of the Indian Empire. Band 1. Taylor and Frances, London 1932 (archive.org).
- The Nidification of Birds of the Indian Empire. Band 2. Taylor and Frances, London 1933 (archive.org).
- The Nidification of Birds of the Indian Empire. Band 3. Taylor and Frances, London 1934 (archive.org).
- The Nidification of Birds of the Indian Empire. Band 4. Taylor and Frances, London 1935 (archive.org).
- Cuckoo problems. H.F. & G. Witherby Ltd, London 1942.